# RGB Entertainment
RGB Enternainment es una empresa argentina de medios que crea, produce y comercializa contenidos audiovisuales para televisión, teatro y cine tanto en el territorio nacional como internacional.
Fue creada en el año 2000 por Gustavo Yankelevich y Víctor González, con sede en Buenos Aires (Argentina), y São Paulo (Brasil); realiza negocios internacionales y nacionales que incluyen creación y realizaciones de producciones de televisivas, radiales, teatrales, cinematográficas y discográficas, así como la producción de shows y eventos multitudinarios.
Los productos de esta empresa son exhibidos en las pantallas más importantes de España, Portugal, México, Brasil, Chile, Venezuela, Uruguay, Paraguay e Israel entre otros países.

## Televisión
| Año       | Programa                    | Canal                 |
| --------- | --------------------------- | --------------------- |
| 2001-2002 | Popstars (ARG)              | Azul TV Telefe        |
| 2001-2002 | Popstars (BRA)              | SBT                   |
| 2001-2002 | Provócame                   | Telefe                |
| 2002      | Kachorra                    | Telefe                |
| 2002-2003 | Rebelde Way                 | Canal 9 América TV    |
| 2003      | Escalera a la fama          | eltrece               |
| 2003-2004 | Abre tus ojos               | eltrece               |
| 2004      | Argentinos somos como somos | eltrece               |
| 2004-2005 | Floricienta                 | eltrece               |
| 2005      | Blef                        | eltrece               |
| 2005      | Sabelotodo                  | Fox Sports            |
| 2005-2006 | Amor mío                    | Telefe                |
| 2006      | Alma pirata                 | Telefe                |
| 2006      | Chiquititas 2006            | Telefe                |
| 2007-2008 | Susana Giménez              | Telefe                |
| 2007-2010 | Casi ángeles                | Telefe                |
| 2008      | B&B                         | Telefe                |
| 2009-2010 | Jake & Blake                | Disney Channel        |
| 2011      | Supertorpe                  | Telefe Disney Channel |
| 2011      | Cuando me sonreís           | Telefe                |
| 2018      | #ViveRo:Noche de sueños     | Telefe                |
| 2019      | Floricienta animada         | Discovery Kids        |

## Música
- Bandana (2001-2004/2016)
- Erreway (2002-2004/2006-2007)
- Rouge (2002-2004)
- Mambrú (2002-2004)
- Br'oz (2003-2004)
- Madryn (2003-2004)
- Gamberro (2003-2004)
- TeenAngels (2007-2012)